# Non expedit
Non expedit, lat., "det gagnar inte", är inledningsorden i Pius IX:s bulla promulgerad den 29 februari 1868, som förbjuder det italienska prästerskapet att delta i det politiska livet, särskilt i parlamentsvalen. Den mjukades upp 1905 och avskaffades helt 1919
.